# Arcëm Salavej
Arcëm Viktaravič Salavej (in bielorusso Арцём Віктаравіч Салавей?, angl. Artsyom Salavey; Bjaroza, 1º novembre 1990) è un ex calciatore bielorusso, di ruolo centrocampista.

## Caratteristiche tecniche
È un esterno destro, talvolta può giocare come ala sulla stessa fascia.

## Carriera

### Nazionale
Ha partecipato ai Giochi Olimpici del 2012.